# Suoboriga
Suoboriga (kinesiska: 索博日嘎, 索博日嘎苏木) är en socken i Kina. Den ligger i den autonoma regionen Inre Mongoliet, i den norra delen av landet, omkring 680 kilometer nordost om regionhuvudstaden Hohhot.
Genomsnittlig årsnederbörd är 554 millimeter. Den regnigaste månaden är juni, med i genomsnitt 166 mm nederbörd, och den torraste är januari, med 4 mm nederbörd.